# Kretinga
Kretinga (em polonês: Kretynga) é uma cidade na Região de Klaipėda, na Lituânia. É a capital do distrito de Kretinga. Está localizada a 12 Km ao leste da popular cidade resort de Palanga, no Mar Báltico, e cerca de 25 Km ao norte da maior cidade e principal porto da Lituânia, Klaipėda. Faz parte do histórico Território de Memel. 
Segundo dados do censo de 2006, a população é de 21.421. É a 6ª maior cidade da região etnográfica da Samogitia e a 17ª maior cidade da Lituânia. 

## História

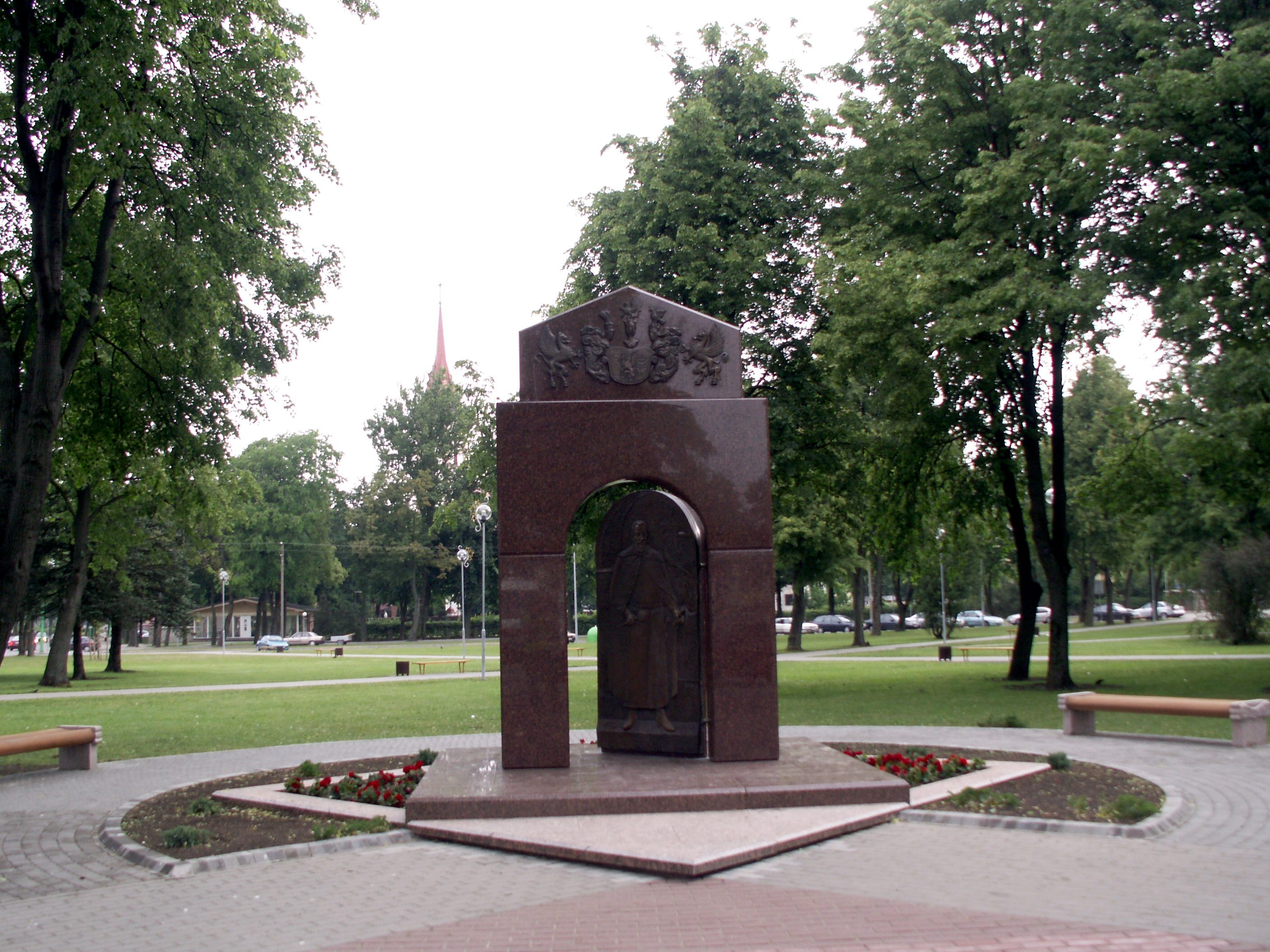
Monumento à Jan Karol Chodkiewicz

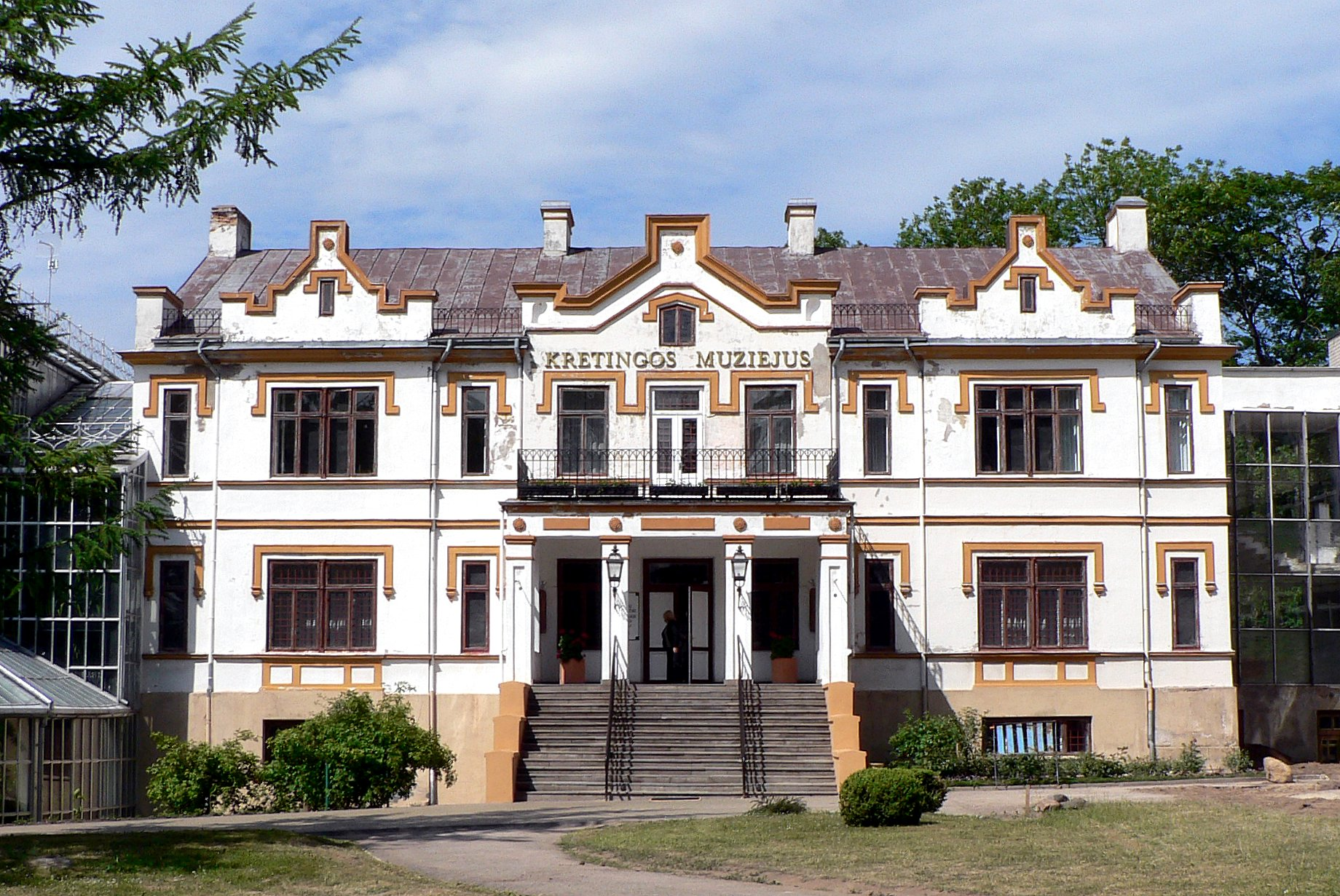
Mansão Kretinga, que agora é um museu

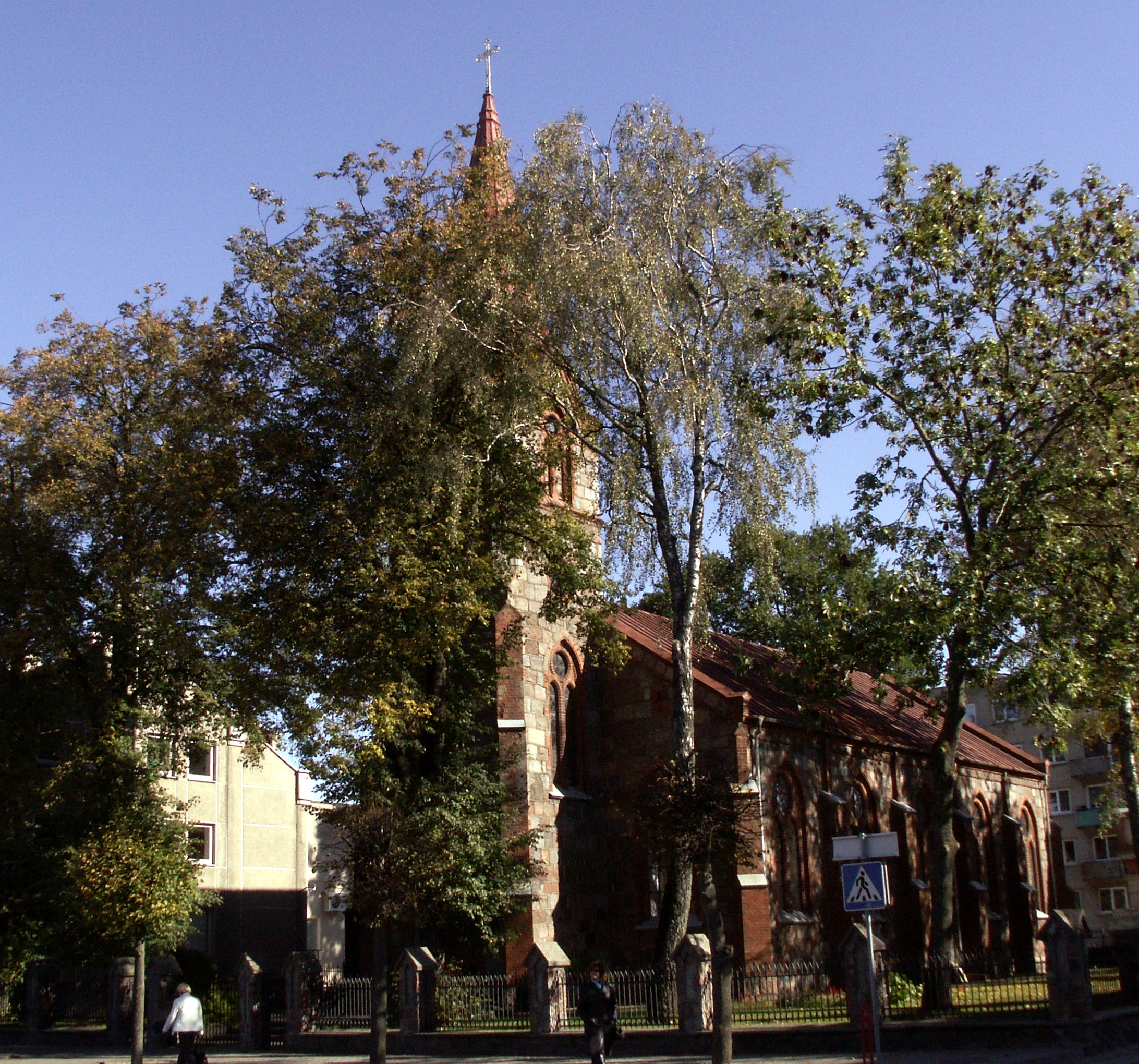
Igreja evangélica luterana

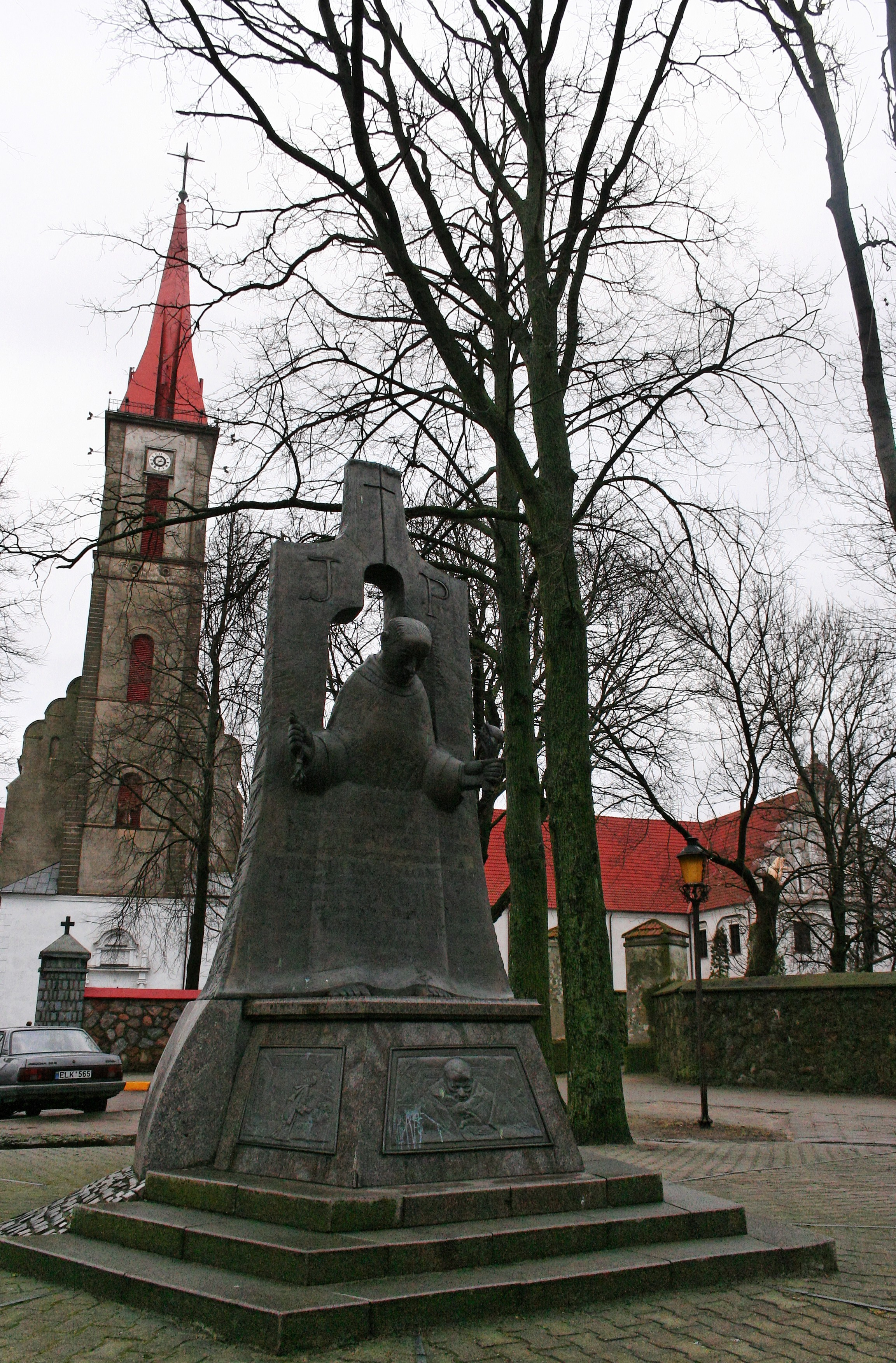
Igreja e monastério de Kretinga

Kretinga é uma das mais antigas cidades lituanas de que se tem notícia. Foi mencionada pela primeira vez em 1253 na forma de Castelo de Cretyn sob Carta do Bispo Henrique da  Curlândia.
Em 1602, Jan Karol Chodkiewicz construiu a primeira igreja de madeira em Kretinga e estabeleceu um monastério beneditino, que fez grande sucesso. Após 10 anos, foi construída uma nova igreja de tijolos com um impressionante órgão. Em 1610, foi aberta uma escola da igreja.
Em 1609, Jan Karol Chodkiewicz anunciou que estabeleceria um novo assentamento próximo à antiga vila e lhe daria status de cidade. Eles adotaram um brasão de armas representando Maria com o bebê Jesus em seus braços. A santa padroeira de Kretinga continua a ser a Virgem Maria.
Em 1621, a família Sapieha assumiu o controle da cidade; eles mudaram o brasão de armas para representar São Casimiro. Em 1659 e 1710, a igreja e o monastério foram destruídos por forças suecas. A família Sapieha ajudou a reconstruí-las e melhorá-las.
Em 1720, a cidade ficou sob jurisdição da família Massalski. Em 1774, Ignacy Jakub Massalski abriu um ginásio. A cidade perdeu seu status de cidade após as Partilhas da Polônia.
A cidade prosperou durante o século 19 como parte do Império Russo. Em 1882, a primeira linha telefônica na Lituânia conectou Kretinga com Plungė e Rietavas. Em 1875, o Conde Tiškevičius decidiu estabelecer sua propriedade familiar em Kretinga; comprando e reformando um antigo palácio. Seguindo as tendências da era vitoriana, a família decorou-o luxuosamente e construiu uma estufa para flores exóticas e frutas tropicais. Em 1890 eles instalaram energia elétrica na propriedade.
Durante a primeira guerra mundial, os alemães construíram uma linha férrea conectando Bajorai, Kretinga, e a cidade letã de Priekule. Em 1924, Kretinga recuperou seu status de cidade. Durante o período entreguerras, a vila de Kretingsodis, do outro lado do Rio Akmena, foi incorporada ao seu território. Kretinga ganhou grande importância após outra linha férrea ser construída em 1932, conectando-a com Šiauliai.
Durante a primeira ocupação soviética, sob o Pacto Molotov-Ribbentrop, um reinado de terror resultou na prisão de moradores locais e, em alguns casos, execução sem julgamento ou deportação para a Sibéria. Um advogado local, Vladas Petronaitis, foi preso e torturado até a morte pela agência de inteligência soviética. 
Durante a segunda guerra mundial, a ocupação nazista foi cenário do extermínio da população judia de Kretinga. Em junho 1941, forças alemãs e colaboradores lituanos conduziram cerca de 200 homens judeus e alguns ativistas comunistas lituanos a uma floresta fora da cidade e lá os fuzilaram em buracos que alguns dos homens foram obrigados a cavar. Vários outros fuzilamentos em massa, incluindo de mulheres e crianças, ocorreram nos cemitérios judaicos de Kretinga em julho. Assim como na vizinha Palanga, lituanos nacionalistas locais se voluntariaram para ajudar no extermínio de cidadãos judeus assim que o exército alemão e as unidades policiais chegaram.
A ocupação soviética em 1945 levou a reduções ainda maiores da população, pois refugiados fugiram do país e muitos desses foram capturados e deportados para a Sibéria. Além disso, a economia local ficou estagnada durante a ocupação, que forçou a coletivização das áreas agrícolas.
A cidade se recuperou após a independência da Lituânia em 1990, tendo agora muito a oferecer em termos de história e arte. Kretinga hospeda festivais de música folk, peças teatrais, o Festival de Kretinga, celebrações do Joninės (festa do solstício de verão associada às comemorações do dia de São João) e no Mardi Gras (Užgavėnės), entre outros. A Mansão Kretinga é agora um museu que abriga coleções artísticas e arqueológicas, bem como um restaurante nas adjacências da estufa, chamado “The Winter Garden’’. Além disso, há um reservatório geotérmico do período cambriano sob a área da cidade, e a usina de Vydmantai que está sendo construída para explorar esse recurso.

## Pessoas notáveis
- Simonas Daukantas (1793–1864), autor do primeiro livro sobre a história da Lituânia escrito em lituano, estudou brevemente em Kretinga.

- Berek Joselewicz (1764–1809), comerciante judeu polonês e coronel do exército polonês.

- Hans Lipschis (1919–), ex-membro da waffen-SS que trabalhou no Campo de Concentração de Auschwitz durante a Segunda Guerra Mundial.

- Jurgis Pabrėža, primeiro botânico lituano, morreu e foi sepultado em Kretinga.

- Vladas Petronaitis (1888–1941), ganhador da Medalha de Independência da Lituânia; foi executado durante a primeira ocupação soviética.

- Linas Pilibaitis (1985–), jogador lituano de futebol.

- Aaron of Pinsk (–1841), rabino em Kretinga e depois em Pinsk.

- Rimvydas Šilbajoris [6](1926-2005), linguista, autor e professor na Universidade de Ohio.

- Adolfas Večerskis (1949–), ator.

- Antanas Vinkus (1942–), diplomata lituano.

## Cidades-irmãs
Kretinga é cidade irmã de:
- Blankenfelde-Mahlow, Alemanha

- Bornholm, Dinamarca

- Gribskov, Dinamarca

- Gvardeysk, Russia

- Haapsalu, Estônia

- Lębork, Polônia

- Märkisch-Oderland, Alemanha

- Osby, Suécia

- Distrito de Polessky, Rússia

- Viljandi, Estônia